# Oeste

O Oeste assinalado numa rosa dos ventos.

Oeste, símbolo O (ou W, do nome em inglês) também chamado de ocidente ou poente, para a geografia, é um dos quatro pontos cardeais da rosa dos ventos, que fica localizado à esquerda do observador, quando este se volta para o Norte.
Para a astronomia é o ponto da abóbada celeste que fica no lado do ocaso dos astros, aquele na interseção do primeiro vertical com o horizonte real.

## Divisão geográfica

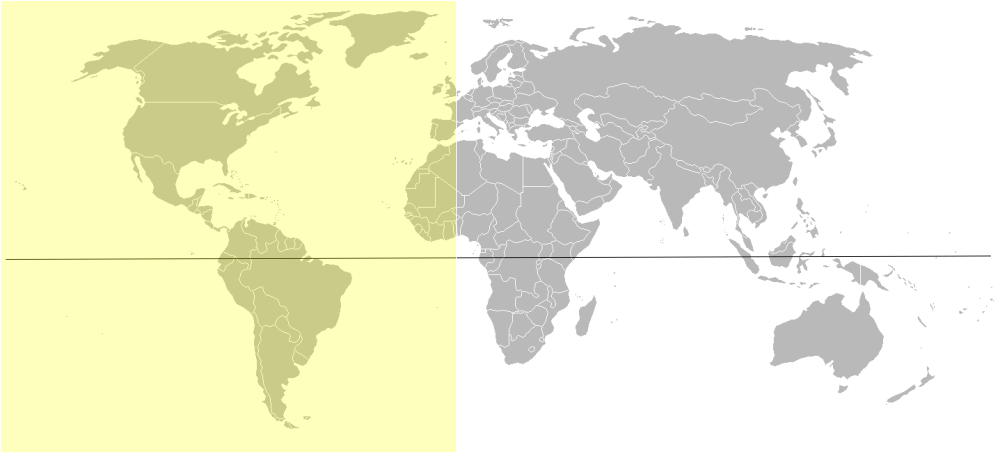
O hemisfério ocidental.

Na cartografia, por convenção, o lado oeste fica situado ao lado esquerdo dos mapas. Também pode ser chamado por Poente e Ocidente. Dividindo ao meio o planisfério pelo meridiano de Greenwich, ficam situados no hemisfério ocidental todo o continente americano e alguns países da Europa e da África.